# Segell de Luter

El segell de Luter

El Segell o Rosa de Luter és un símbol àmpliament reconegut del Luteranisme mundial, va ser dissenyat pel mateix Martí Luter durant la seua permanència en la fortalesa de Coburg, mentre es desenvolupava la Dieta d'Augsburg (1530). Luter va escriure una detallada descripció i interpretació d'aquest segell perquè el seu amic Lazarus Spengler li dibuixara un esbós preliminar. Luter ho va veure com un compendi o expressió de la seua teologia i la seua fe, ho va utilitzar des de llavors per a segellar la seua correspondència.
| « | La primera cosa que mostra el meu escut és una creu negra dins d'un cor, perquè em recorde que la fe en Crist crucificat ens salva. "Doncs amb el cor l'home creu per a salut." Ara bé, encara que la creu és negra, mortificà i amb intenció que cause dolor, no canvia, no obstant això, el color del cor, no destrueix la naturalesa, açò és, no mata, sinó que es manté viu. "Perquè el just per la fe viurà", per la fe en el Salvador. Però aquest cor apareix fix sobre el centre d'una rosa blanca, per a mostrar que la fe produeix alegria, consol i pau. La rosa és blanca, no roja, perquè el blanc és el color ideal de tots els àngels i esperits. Aquesta rosa, a més, està fixa sobre un fons blau celeste per a indicar que tal goig de la fe en l'esperit és només senyal i principi de goig celestial per vindre, com es té i anticipa per l'esperança, encara que no revelat encara. I al voltant d'aqueix fons hi ha un anell auri, per a indicar que tal benaurança en el cel no té fi. I és més preciosa que tots els gaudis i tresors, ja que l'or és el millor i més preciós metall. Crist, el nostre estimat Senyor, (ens) donarà gràcia per a la vida eterna. Amén. Martín Luter | » |

Aquesta carta de Luter a Lazarus Spengler, datada de 8 de juliol de 1530, apareix en diverses fonts, com l'Edició Weimar de les Obres de Luter (Briefe Vol. 5:444f) o l'edició anglesa de les obres de Luter (Luther's Works: American Edition, Vol. 49:356-359).
Luter va informar també a Felipe Melanchthon, el 15 de setembre de 1530, que el príncep elector ho havia visitat personalment en la fortalesa de Coburg i li havia regalat un anell amb segell, probablement amb aquesta nova Rosa de Luter.

## Controvèrsia

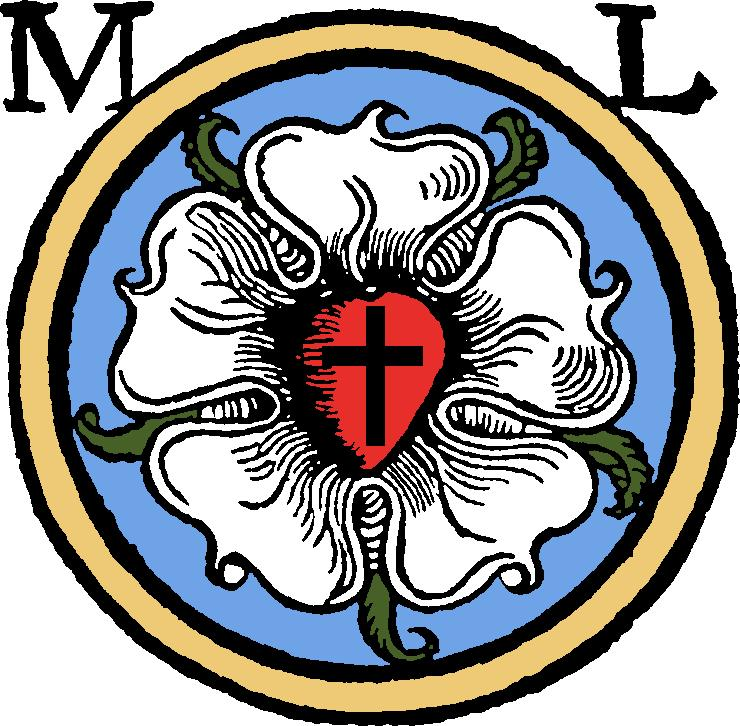
Segell de Luter

No obstant això, alguns autors han volgut relacionar la Rosa de Luter amb els Rosacruces (per exemple, en la Revista esotèrica Regnabit, gener de 1925, article de Charbonneau-Lassay, "A proposit de la rose emblématique de Martin Luther"), referent a això, és important assenyalar que Luter desconeixia completament la simbologia ocultista associada a la rosa i a la creu, històricament el rosacrucisme apareix recièn en el segle xvii.